# Pedro Hardouin
Pedro Hardouin, también conocido como Pedro Hardouyn o Petrus Hardoyn en latín (Francia, último tercio del siglo XV - Zaragoza, c. 1538  o 1541) fue un comerciante de libros e impresor de origen francés afincado en Zaragoza, que desarrolló su actividad documentada como librero desde 1520 y como impresor entre los años 1528 y 1536.
Se casó con Juana Millán en 1531 que al quedarse viuda fue una de las primeras impresoras de España.
Publicó entre otros Summa parvorum logicalium y Summa syllogismorum de Gaspar Lax en 1528, Minervae Aragoniae de Guido Morel, o el libro de caballerías de Fernando Basurto titulado Florindo de la extraña ventura en 1530.
En 1536 o 37 fue condenado por la Inquisición por herejía o por estar en contra de la predicación de la bula de la Cruzada, encarcelado en la Aljafería y condenado a galeras donde debió morir en 1541.

## Obras publicadas por Hardouin
- 1528: Gaspar Lax, Summa parvorum logicalium.
- 1528: Gaspar Lax, Summa Syllogismorum Magistri Gasparis aragonensis.[7]
- 1529: Diego Velázquez Castellano, Vida de San Orencio.[1]
- 1530: Fernando Basurto, Florindo de la extraña ventura.[5]
- c. 1530: Vasco Díaz Tanco, Terno comediario autual de Vasco Diaz Tanco de Frexenal.[8]
- c. 1530: Vasco Díaz Tanco, Terno dialogal autual.[8]
- c. 1530: Vasco Díaz Tanco, Terno farssario autual.[8]
- 1534: Anónimo, Flor de virtudes.[1]
- 1536: Guido Morel, Minervae Aragoniae Assi Budeani supputatio compendiaria ad monetam :ponderaq & mensuras Hispanie nostre.[9]